# Houzeau (cráter)

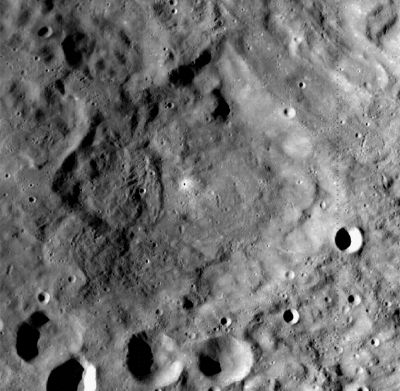
Fotografía de la misión LRO

Houzeau es un cráter de impacto situado en la cara oculta de la Luna. Se encuentra al noroeste de la cuenca de impacto del Mare Orientale, cuyos materiales eyectados fueron proyectados sobre el brocal del cráter y sobre su interior. Al sur de Houzeau se encuentra el cráter Gerasimovich, y un diámetro del cráter al oeste aparece Belopol'skiy. Al noroeste se halla Fridman, con Ioffe al suroeste.
|  |

El perímetro de este cráter forma un círculo ligeramente irregular, con una protuberancia hacia el exterior en su lado norte y protuberancias más pequeñas al oeste. Los cráteres satélite Houzeau P y Houzeau Q están unidos al exterior del lado sur del cráter principal. En el sector este del perímetro se encuentra un pequeño cráter incrustado sobre el brocal. Algunos diminutos cráteres más se encuentran dentro del interior algo irregular de Houzeau.

## Cráteres satélite
Por convención estos elementos se identifican en los mapas lunares colocando la letra en el lado del punto medio del cráter que está más cercano a Houzeau.
|         | \| Houzeau \| Coordenadas \| Diámetro \| \| ------- \| -------------------------------- \| -------- \| \| P \| 19°42′S 125°00′O / -19.7, -125.0 \| 25 km \| \| Q \| 19°00′S 124°42′O / -19.0, -124.7 \| 18 km \| |          |
| Houzeau | Coordenadas | Diámetro |
| P       | 19°42′S 125°00′O / -19.7, -125.0 | 25 km    |
| Q       | 19°00′S 124°42′O / -19.0, -124.7 | 18 km    |